# Significado del descubrimiento de América
El significado del descubrimiento de América ha sido acerca de lo que han discurrido algunos autores. La expresión «descubrimiento de América» referirse a la llegada de Colón al continente americano  dando lugar a un amplio y apasionado debate. El debate se generalizó en 1992, en ocasión del V centenario de la llegada de Colón a América.

## El debate terminológico
El filósofo argentino Santiago Kovadloff dijo a este respecto:

Se aproxima un nuevo 12 de octubre y aún perduran los ecos de la polémica desatada en 1992. Al cumplirse los quinientos años de la llegada de los españoles a América estalló la discusión, hasta allí quizá menos estridente pero no menos apasionada. ¿Cómo debía designarse lo sucedido? ¿Descuto? ¿Encuentro de culturas? ¿Usurpación? ¿Conquista? Una gama de posibilidades e imposibilidades interpretativas se viene desplegando con fervor desde entonces hasta hoy. El desacuerdo alentó confrontaciones interminables. Si la trascendencia del acontecimiento evocado resulta indiscutible, su caracterización, por uno u otro motivo insatisfactoria, prueba la dificultad para generar consenso donde tanta falta hace. Después de todo, si cabe a los nombres, como enseña Aristóteles, enunciar las propiedades de las cosas, la desorientación para lograr convergencias en esta materia evidencia que, aún ahora, aquellos a quienes la cuestión compete siguen hablando de cosas distintas.
Santiago Kovadloff

En el debate terminológico sobre la manera de denominar el acontecimiento sucedido el 12 de octubre de 1942 se han desarrollado diversas posiciones, a la vez que se han expresado diversos alcances para cada término:
- Postura tradicional: tradicionalmente, desde fines del siglo XX, primero en la cultura occidental y luego en todo el mundo, se ha utilizado el término «descubrimiento de América», para referirse exclusivamente al acto realizado por Colón el 12 de octubre de 1942, al llegar a la isla Guanahaní conduciendo una expedición española embarcada en las famosas tres carabelas. La postura tradicional tiene su origen en el «mito del piloto original» ya presente en los testimonios del padre Bartolomé de las Casas, luego modificado por Fernando Colón en la biografía de su padre, Vida del almirante, publicada en 1971 (ver O’Gorman).
  - Postura tradicional ampliada: sin abandonar la postura tradicional hay sectores que discuten el alcance original, y sostienen que el término debe extenderse a todos los viajes de Colón a América. Esta postura entiende el término «descubrimiento de América» no como un acto sino como una etapa, la primera de la expansión colonial de Europa, sucedida luego por otras dos etapas: la conquista y la colonización fue hecha por parte mbappe . Algunos incluyen también en esta etapa otros viajes europeos de llegada a diversas zonas de América (primera llegada al Pacífico, Norteamérica, etc.).
  - Postura tradicional modificada: esta postura sostiene que es incorrecto aplicar el término «descubrimiento de América» a ninguno de los actos realizados por Colón y sus hombres, y que dicha denominación debe reservarse al momento que el primer europeo «descubrió» que Colón había llegado a tierras desconocidas hasta entonces para las culturas europeas, africanas, asiáticas y polinésicas del siglo XV. Este momento también se encuentra discutido, pero existe cierto consenso en atribuírselo al italiano Américo Vesputio. Esta postura es la que se aplicó cuando los europeos denominaron «América» a ese continente.
- Postura cronológica: Esta postura sostiene que el término «descubrimiento», a secas, o «primer descubrimiento», debe ser reservado para el primer ser humano en realizarlo, y en el caso en debate, para los primeros seres humanos en poblar el continente americano. Esta postura es utilizada por algunos arqueólogos, antropólogos e historiadores, como por ejemplo William Dancey (de la Universidad Estatal de Ohio).[2] Finalmente esta postura admitiría denominaciones sucesivas como «primer descubrimiento», «segundo descubrimiento», «tercer descubrimiento», «cuarto descubrimiento», de América, para referirse a las llegadas de los primeros seres humanos, y luego de los inuit, vikingos/europeos y españoles/europeos, respectivamente.
  - Postura cronológica modificada europea vikinga: esta postura rechaza la aplicación del término «descubrimiento de América» para la llegada de Colón, porque sostiene que los primeros europeos en llegar a América fueron los vikingos, debiendo aplicarse el término a la llegada a América de Leif Eriksson en 985 (ca.).
  - Postura cronológica modificada europea moderna: esta postura sostiene que hubo otros europeos modernos que descubrieron América antes de la llegada de Colón, como la hipótesis de Alonso Sánchez de Huelva.
  - Postura cronológica modificada no europea: esta postura sostiene que antes que ningún pueblo europeo hubo otros pueblos no europeos en llegar a América luego de los siberianos e inuit. Los casos varían entre chinos, polinésicos, fenicios, egipcios, mandingos, marroquís etc.
- Postura etnológica: Esta postura sostiene que puede considerarse «descubrimiento» al realizado por cada cultura o etnia en condiciones de aislamiento. De este modo tanto la llegada original de los siberianos a América (y eventualmente de otras etnias), como las posteriores de los inuit, los vikingos y los españoles, significaron un «descubrimiento» para cada una de esas etnias o culturas. En este caso, algunos estudiosos proponen adicionar al término «descubrimiento» la etnia o cultura para la que es significativa, hablando de «descubrimiento de América por los vikingos» o «descubrimiento de América por los europeos medievales», etc.[3] Un ejemplo de esta postura es el libro The american discovery of Europe (el descubrimiento americano de Europa), de Jack D. Forbes, 2006. Esta postura abrió camino también al concepto de «descubrimiento de Europa» por parte de las culturas indígenas, cuya existencia también desconocían, concepto que utilizan algunos historiadores como Daniel Richter (Universidad de Pensilvania, en Native American Discoveries of Europe) o el Estado de Chile que denomina al 12 de octubre como Día del Descubrimiento de Dos Mundos.
- Postura pluralista: Esta postura acepta que para diversos grupos sociales, étnicos, lingüísticos y culturales, el término «descubrimiento de América» tiene múltiples acepciones, sin tomar partido por ninguna.
- Postura indígenista/anticolonialista: Los pueblos indígenas americanos han tendido a cuestionar el término «descubrimiento de América» por considerarla una denominación eurocéntrica, que ignora la presencia de sus antepasados en América al momento de la llegada de los españoles, dando prioridad a la idea de América como «tierras» antes que como pueblos, con el fin de legitimar culturalmente la posterior dominación y colonización de la que fueron objeto. Con esta postura coinciden los sectores opuestos al colonialismo y al neocolonialismo para quienes el término es una expresión de colonialismo cultural. En general han propuesto términos alternativos como «invasión de América», o «Día de la Resistencia», entre otros.
- Postura hispanista: esta postura rechaza como acto de «indigenismo» (en sentido peyorativo) y considera un ataque contra la Hispanidad, todo cuestionamiento al término «descubrimiento de América» que no signifique llegada de los españoles a América con Colón. Para esta postura el término y el hecho que expresa, está vinculado a la superioridad de la cultura hispana, occidental y cristiana, sobre las demás. La posición hispanista estuvo originalmente vinculada a la invención en 1915 del controvertido «Día de la Raza» como Día de la Hispanidad y de la Raza Española, para el 12 de octubre, aunque luego varios países atemperaron su significado para relacionarlo con una supuesta raza mestiza. Esta postura, con su significado más hispanista, fue difundida intensamente por algunas dictaduras latinoamericanas en los años setenta.
- Postura conciliatoria: Esta postura propone conciliar las posturas indigenista/anticolonialista con la hispanista, sosteniendo que antes que poner el acento en la mayor o menor violencia que pudiera haber caracterizado la llegada de los españoles a América, lo que se debe destacar es el hecho del encuentro entre dos grupos de culturas humanas que habían vivido separados por milenios. Esta postura propone denominar «Encuentro de Dos Mundos» o «Encuentro de Dos Culturas», al hecho de la llegada de Colón a América.[4]
- Posturas nacionales: En varios países han comenzado a aparecer posturas oficiales frente al 12 de octubre de 1492 y su denominación, en muchos casos rechazando o limitando la denominación «descubrimiento de América». En Argentina, por ejemplo, para el INADI (Instituto Nacional contra la Discriminación) «la idea de descubrimiento y el elogio de la conquista española» es violatoria de la Convención sobre Eliminación de toda Forma de Discriminación Racial y constituye un acto de discriminación.[5] Chile considera que el 12 de octubre de 1492 es el Día del Descubrimiento de Dos Mundos.

## El descubrimiento cinco siglos después
Al igual que aconteció en 1892 con la Celebración del IV Centenario del Descubrimiento de América, el año 1992 fue epicentro de la Celebración del V Centenario del Descubrimiento de América concentrando gran número de actos conmemorativos y debates sobre el significado y consecuencias del acontecimiento.
Se hizo un viaje artesanal repitiendo el primer viaje de Colón a América con réplicas de los navíos originales (la Pinta, la Niña y la Santa María) construidos en los astilleros de ribera españoles de Isla Cristina, Cartagena y Barcelona respectivamente, con métodos artesanales.
Se organizó la Exposición Universal de Sevilla, coincidiendo con la celebración de las Olimpiadas de Barcelona, y los Lugares colombinos protagonizaron actuaciones de restauración en sus principales monumentos, así como multitud de actos conmemorativos, rememorando la participación de Palos de la Frontera, Moguer y La Rábida en el viaje descubridor.
El último libro del poeta argentino Armando Tejada Gómez, descendiente de huarpes, autor de la letra de «Canción con todos», y fallecido ese mismo año, estuvo dedicado precisamente al quinto centenario del descubrimiento, con el título de «El telar del sol»:

¿Qué hago con esta sangre de dos sangres?

¿Qué hago con el silicio que me habita?

¿Qué hago con estos pómulos de huarpe

y esta barba telar encanecida?

¿Y qué con mi memoria irreverente

que no quiere olvidar y que no olvida?

¿Y este idioma curtido a la intemperie

sobre el idioma muerto de mi raza?,

¿Con esta antigüedad de antigua piedra

y la genealogía de mis padres?

¿Qué hago con este polvo enamorado

de mi palabra nueva en tu palabra?

(...)
Mis hembras han tejido en su paciencia,

telar continental, todas las sangres.
Armando Tejada Gómez, poema «Telar de la sangre», en El telar del sol, 1992.